# Theatrical Licensing Act
Theatrical Licensing Act (anche Licensing Act) indica una legge di censura promulgata dal Parlamento del Regno Unito nel 1737, per iniziativa del governo Whig di Sir Robert Walpole. 
Ufficialmente causata dall'opera teatrale A Vision of the Golden Rump, il cui autore è sconosciuto, essa fu in realtà la risposta di Walpole alle pesanti critiche mossegli sia dagli autori di parte Tory, come Henry Fielding, sia dagli esponenti dell'ala Whig radicale: con il Licensing Act si stabiliva che le nuove opere teatrali dovessero essere approvate dall'autorità prima di poter essere messe in scena.
Gli effetti della legge furono pesanti: essa pose fine alla carriera di alcuni autori teatrali più "politicizzati", come Fielding, e segnò una svolta nei temi della commedia inglese, che dai toni violentemente satirici degli anni precedenti passò ad atmosfere più domestiche e sentimentali, come nelle opere di Oliver Goldsmith e Richard Brinsley Sheridan.